# Agdistis nigra
Agdistis nigra là một loài bướm đêm thuộc họ Pterophoridae. Nó được tìm thấy ở Cộng hòa Síp và Israel.
Sải cánh dài khoảng 18 mm. Cánh trước và cánh sau màu xám đậm.